# Gouvernement Brnabić I
Pour les articles homonymes, voir Gouvernement Brnabić.
République de Serbie
Vučić II Brnabić II
Le gouvernement Brnabić I (en serbe : Прва Влада Ане Брнабић) est le gouvernement de la république de Serbie entre le 29 juin 2017 et le 28 octobre 2020, durant la onzième législature de l'Assemblée nationale.

## Historique
Dirigé par la nouvelle présidente du gouvernement indépendante Ana Brnabić, précédemment ministre de l'Administration publique, ce gouvernement est constitué et soutenu par une coalition entre le Parti progressiste serbe (SNS), le Parti socialiste de Serbie (SPS), le Parti social-démocrate de Serbie (SDPS), le Mouvement des socialistes (PS) et le Parti des retraités unis de Serbie (PUPS). Ensemble, ils disposent de 160 députés sur 250, soit 64 % des sièges de l'Assemblée nationale.
Il est formé à la suite de la démission d'Aleksandar Vučić, au pouvoir depuis avril 2014.
Il succède donc au gouvernement Vučić II, constitué et soutenu par une coalition identique.
Au cours de l'élection présidentielle du 2 avril 2017, Vučić est élu président de la République dès le premier tour avec 55,7 % des suffrages exprimés. Il remet sa démission et celle de son cabinet le 29 mai suivant et entre en fonction deux jours plus tard. Le premier vice-président du gouvernement Ivica Dačić exerce alors l'intérim de la direction de l'exécutif.
Le 15 juin, le nouveau chef de l'État indique qu'il propose la ministre de l'Administration publique Ana Brnabić, sans affiliation partisane, pour le poste de président du gouvernement. C'est alors la première fois dans l'histoire serbe, pays conservateur orthodoxe, qu'une femme et une personne ouvertement homosexuelle est proposée pour en devenir l'un des principaux dirigeants.
Elle se présente devant l'Assemblée nationale le 29 juin et obtient l'investiture par 157 voix favorables. Elle constitue alors un gouvernement de 21 membres. Elle crée alors un ministère de l'Environnement et un ministère de l'Intégration européenne de plein exercice, et intervertit les titulaires des postes de ministre de la Défense et le ministre du Travail.

## Composition
- Les nouveaux ministres sont indiqués en gras, ceux ayant changé d'attributions en italique.

| Fonction                                                                                           | Titulaire | Titulaire | Parti    |
| -------------------------------------------------------------------------------------------------- | --------- | --- | -------- |
| Président du gouvernement                                                                          |           | Ana Brnabić | Sans/SNS |
| Premier vice-président du gouvernement                                                             |           | Ivica Dačić (jusqu'au 22/10/2020)                                                                                | SPS      |
| Vice-président du gouvernement Ministre de l'Intérieur                                             |           | Nebojša Stefanović                                                                                               | SNS      |
| Vice-président du gouvernement Ministre des Travaux publics, des Transports et des Infrastructures |           | Zorana Mihajlović                                                                                                | SNS      |
| Vice-président du gouvernement Ministre du Commerce, du Tourisme et des Télécommunications         |           | Rasim Ljajić | SDPS     |
| Ministre des Affaires étrangères                                                                   |           | Ivica Dačić (jusqu'au 22/10/2020)                                                                                | SPS      |
| Ministre des Affaires étrangères                                                                   |           | Ana Brnabić (intérim)                                                                                            | Sans/SNS |
| Ministre de la Défense                                                                             |           | Aleksandar Vulin                                                                                                 | PS       |
| Ministre des Administrations publiques et des Affaires locales                                     |           | Branko Ružić | SPS      |
| Ministre de la Justice                                                                             |           | Nela Kuburović                                                                                                   | Sans     |
| Ministre de l'Économie                                                                             |           | Goran Knežević                                                                                                   | SNS      |
| Ministre des Finances                                                                              |           | Dušan Vujović (jusqu'au 16/05/2018) Ana Brnabić (intérim jusqu'au 29/05/2018) Siniša Mali (depuis le 29/05/2018) | SNS      |
| Ministre de l'Agriculture, des Forêts et des Eaux                                                  |           | Branislav Nedimović                                                                                              | SNS      |
| Ministre de la Culture et des Médias                                                               |           | Vladan Vukosavljević                                                                                             | Sans     |
| Ministre de la Jeunesse et du Sport                                                                |           | Vanja Udovičić                                                                                                   | SNS      |
| Ministre de l'Éducation, de la Science et du Développement technologique                           |           | Mladen Šarčević                                                                                                  | Sans     |
| Ministre de la Santé                                                                               |           | Zlatibor Lončar                                                                                                  | Sans     |
| Ministre des Mines et de l'Énergie                                                                 |           | Aleksandar Antić                                                                                                 | SPS      |
| Ministre du Travail, de l'Emploi, des Anciens combattants et de la Politique sociale               |           | Zoran Đorđević                                                                                                   | SNS      |
| Ministre de l'Intégration européenne                                                               |           | Jadranka Joksimović                                                                                              | SNS      |
| Ministre de la Protection de l'environnement                                                       |           | Goran Trivan | SNS      |
| Ministre sans portefeuille Chargée de la Démographie et de la Population                           |           | Slavica Đukić Dejanović                                                                                          | SPS      |
| Ministre sans portefeuille Chargé du Développement régional et des Entreprises publiques           |           | Milan Krkobabić                                                                                                  | PUPS     |
| Ministre sans portefeuille Chargé de l'Innovation et du Développement technologique                |           | Nenad Popović | SNP      |